# Essarts en Bocage
Essarts en Bocage is een gemeente in het Franse departement Vendée in de regio Pays de la Loire. De plaats maakt deel uit van het arrondissement La Roche-sur-Yon. De gemeente telde in 2019 9.174 inwoners.
Essarts en Bocage is op 1 januari 2016 ontstaan door de fusie van de gemeenten Boulogne, Les Essarts, L'Oie en Sainte-Florence. De laatste twee gemeenten vormden tot 1895 de gemeente Sainte-Florence-de-l’Oie.
Ten aanzien van L'Oie en Sainte-Florence werd de fusie per 1 januari 2024 weer ongedaan gemaakt, zodat dit weer zelfstandige gemeenten werden. 

## Geografie
De oppervlakte van Essarts en Bocage bedraagt 99,62 km².
De onderstaande kaart toont de gemeente en de ligging van de voormalige gemeenten (inclusief Sainte-Florence en L'Oie, vanaf 1 januari 2024 weer zelfstandig).